# لورا كومبز هيلز
لورا كومبز هيلز (بالإنجليزية: Laura Coombs Hills)‏ هي رسامة أمريكية، ولدت في 7 سبتمبر 1859، وتوفيت في 1952.